# Learning to Fly (singel Christiny Aguilery)
„Learning to Fly” to piosenka wykonywana przez amerykańską wokalistkę Christinę Aguilerę i pochodząca ze ścieżki dźwiękowej do filmu animowanego Psi Patrol: Wielki film (2023). Napisany przez Aguilerę i Jeremy’ego Silvera Abrahama oraz wyprodukowany przez Aguilerę, Silvera Abrahama i Pinar Toprak, utwór wydany został 22 września 2023 roku jako trzeci singel promujący soundtrack.
Piosenka zebrała pozytywne recenzje, chwalona za emocjonalny przekaz, wokal Aguilery oraz fortepianową aranżację. Krytycy muzyczni i filmowi uznali ją za klasyczny „wyciskacz łez”.

## Informacje o utworze
Pod koniec sierpnia 2023 roku wytwórnie Paramount Pictures i Spin Master Entertainment ujawniły, że na ścieżce dźwiękowej z filmu animowanego Psi Patrol: Wielki film znajdą się piosenki Christiny Aguilery, Brysona Tillera, Mckenny Grace oraz Blackbeara. Singel pierwszej z wymienionych miał nosić tytuł „Learning to Fly”. Aguilera jest twórczynią tekstu utworu oraz jego producentką. Ponadto Jeremy Silver Abraham pracował przy komponowaniu piosenki oraz przy jej produkcji; stanowisko producenckie zajęła też Pinar Toprak, z którą Aguilera współpracowała wcześniej przy rezydenturze The Xperience w 2019 roku.
„Learning to Fly” jest balladą utrzymaną w klimacie muzyki pop, zagraną na fortepianie. W utworze wykonawczyni śpiewa: „Czasami czujesz się samotny – to wtedy uczysz się, jak odnaleźć w sobie siłę. (...) Musisz nauczyć się upadać, zanim pofruniesz w górę. Musisz opuścić grunt, zanim dotkniesz nieba.”
Jest to pierwszy anglojęzyczny utwór Aguilery od 2020 roku, kiedy ukazały się piosenki „Loyal Brave True” oraz „Reflection” – obie promowały film Disneya Mulan. Cal Brunker, reżyser animacji Psi Patrol: Wielki film, tak wypowiedział się na temat ballady „Learning to Fly”:

Podejmując temat tych piosenek [obecnych na ścieżce dźwiękowej – przyp.], zawsze zaczynamy od artysty, patrząc na to z perspektywy emocjonalnego opowiadania. Weźmy na przykład utwór Christiny Aguilery – w filmie wiąże się z nim naprawdę intensywny moment dotyczący historii Skye, a Aguilera daje chwytający za serce popis umiejętności wokalnych.

## Wydanie singla
Premiera ballady „Learning to Fly” w streamingu miała miejsce 22 września 2023 roku. Wkrótce po wydaniu singel odniósł sukces na listach przebojów iTunes Store. Zadebiutował na miejscu pierwszym w Argentynie, Brazylii oraz Chile, na miejscu czwartym w Meksyku, piątym na Filipinach (gdzie później, jako szczytową, zajął pozycję czwartą) oraz na miejscu dwunastym w Nowej Zelandii (gdzie jako szczytową zajął pozycję szóstą). Promocja singla po jego premierze była niemożliwa z powodu strajku organizacji SAG–AFTRA (do której przynależy Aguilera).

## Recenzje
Nagranie zostało pozytywnie ocenione przez krytyków muzycznych. W recenzji dla Variety uznano, że „Learning to Fly” to ballada „wyciskająca łzy”, dobrze pasująca do „zapierającej dech w piersi, filmowej animacji”.
Podobnego zdania byli Vaibhav Bache, recenzujący sequel Psiego Patrolu dla portalu Cocktail Booz, oraz krytyczka filmowa Ashley Saunders, związana z organizacją Hollywood Critics Association. Redaktor strony internetowej That Grape Juice stwierdził, że za sprawą ballady „Learning to Fly” Aguilera „wyśpiewuje hymn nadziei, inspiracji i wzniesienia”. 22 września 2023 r. serwis POPline wymienił piosenkę Aguilery jako jedną z dwóch „najgorętszych” muzycznych premier tygodnia. Albert Nowicki (Queer.pl) tak pisał o „Learning to Fly”: „[To] piosenka o tym, że aby pofrunąć i spełniać marzenia, musimy nauczyć się, jak zaliczyć pierwszy upadek; bez niego trudno o sukces. [Jest to] kawałek hołdujący toposowi «od zera do bohatera».”
Dom Fisher, piszący dla Geek Vibes Nation, docenił emocjonalny przekaz nagrania, twierdząc, że „ma ono o wiele większą moc uderzenia, niż w teorii powinno”. Kyle McGrath, dziennikarz serwisu Lilithia, pochwalił Psi Patrol 2 za „świetny soundtrack”, w tym za utwór Aguilery. Portal Toya’z World obwołał „Learning to Fly” jako power-balladę, której wykonawczyni „udowadnia, że wciąż potrafi śpiewać i brzmieć przy tym pięknie”. W recenzji piosenkę pochwalono też za „powściągliwe, opanowane wokale” i „strzelistą”, fortepianową melodię. Salvatore Cento (MovieWeb) napisał, że ścieżka dźwiękowa z filmu Psi Patrol 2 to jego „niedoceniony aspekt”.

## Teledysk
22 września 2023 roku w sieci pojawił się promocyjny wideoklip tekstowy (lyric video). Miał premierę na kanale Nick Jr. w serwisie YouTube. Klip przedstawia sceny z filmu animowanego Psi Patrol 2.

## Twórcy
- Główne wokale: Christina Aguilera[4][3]
- Producenci: Christina Aguilera, Jeremy Silver Abraham, Pinar Toprak[4][3][31]
- Autorzy: Christina Aguilera, Jeremy Silver Abraham[4][3][31]
- Aranżacja orkiestrowa: Pinar Toprak[4][31]
- Miksowanie: Manny Marroquin[31]
- Nadzór muzyczny: Trygge Toven, Format Entertainment; współpr. Shie Rozow[31]
- Produkcja wykonawcza utworu: SALXCO[32]
- A&R: Nicelle Richards, SALXCO[31]

## Pozycje na listach przebojów
| Kraj/region          | Notowanie (2023)    | Wydawca     | Najwyższa pozycja |
| -------------------- | ------------------- | ----------- | ----------------- |
| Bośnia i Hercegowina | Airplay Chart       | Soundcharts | 24                |
| Brazylia             | Digital Songs Chart | IFPI        | 1                 |
| Chiny                | Airplay Chart       | Soundcharts | 35                |
| Gruzja               | Airplay Chart       | Soundcharts | 11                |
| Hongkong             | Airplay Chart       | Soundcharts | 57                |
| Japonia              | Airplay Chart       | Soundcharts | 45                |
| Meksyk               | Digital Songs Chart | IFPI        | 1                 |

## Historia wydania
- Świat: 22 września 2023 (digital download, streaming)[37]
- Niemcy: 22 września 2023 (airplay)[38]
- Indonezja: 22 września 2023 (airplay)[38]
- Hongkong: 23 września 2023 (airplay)[39]
- Republika Południowej Afryki: 23 września 2023 (airplay)[39]
- Meksyk: 24 września 2023 (airplay)[40]